# Меткалф (Мисисипи)
Меткалф (енгл. Metcalfe) град је у америчкој савезној држави Мисисипи.

## Демографија
По попису из 2010. године број становника је 1.067, што је 42 (-3,8%) становника мање него 2000. године.
| Група             | 2000.         | 2010.         |
| Белци             | 13 (1,2%)     | 36 (3,4%)     |
| Афроамериканци    | 1.082 (97,6%) | 1.016 (95,2%) |
| Азијати           | 0 (0,0%)      | 0 (0,0%)      |
| Хиспаноамериканци | 7 (0,6%)      | 11 (1,0%)     |
| Укупно            | 1.109         | 1.067         |